# Matej Cifra
Matej Cifra, také známý pod přezdívkou Sajfa (* 10. července 1979 Bratislava), je slovenský moderátor, youtuber a bývalý učitel slovenského a anglického jazyka.

## Životopis

### Raný život
Narodil se 10. července 1979 v Bratislavě jako nejmladší ze tří synů Petera a Anny Cifrových. Vystudoval obor učitel v kombinaci s obory angličtina a slovenština na Filozofické fakultě Univerzity Komenského v Bratislavě. Poté následujících 5 let působil jako učitel na gymnáziu v Bratislavě.

### Kariéra
V roce 2000 začal pracovat pro rádio B1, z něhož se následně roku 2002 přesunul do Fun radia, kde od této doby působí stále. Uváděl zde Ranní šou společně s Adelou Banášovou.
Od roku 2004 se také začal objevovat i v televizi. V této době si ho totiž všimla moderátorka Oľga Záblacká, která mu následně pomáhala v začátcích jeho kariéry. Poprvé se v úloze televizního moderátora objevil v noční show VyVolení. Poté s herečkou Michaelou Majerníkovou moderoval pořad Hviezdy na ľade. Téhož roku si také vyzkoušel práci v relaci Hudobná horúčka. S vlastním programem Webmaster se uchytil na TV JOJ, kde zaznamenal divácký úspěch.
Roku 2006 napsal společně s Adelou Banášovou knihu ze zákulisí rádia nazvanou Veci, o ktorých viete pomerne málo.
V roce 2015 začal na YouTube vytvářet talkshow Level Lama (stylizováno jako „lvl Lama“), do níž si vždy pozve nějakou známou osobnost či více známých osobností, načež společně diskutují a hrají různé videohry. V listopadu 2016 zveřejnil svůj první vlog, a to z New Yorku. Od té doby se vlogování věnuje pravidelně. V červenci 2017 jeho youtubový kanál překonal hranici 100 tisíc odběratelů. K 25. únoru 2025 má kanál 192 tisíc odběratelů.
Roku 2024 byl zařazen na 8. místo žebříčku nejvýdělečnějších slovenských influencerů časopisu TREND.sk.

## Osobní život
Dne 10. září 2016 se oženil s redaktorkou a moderátorkou Veronikou Ostrihoňovou. Mají spolu dvě děti – dceru Sáru (* 2019) a syna Šimona Kolomana (* 2022). Žijí společně v Bratislavě.
Podporuje charitativní projekty Úsmev ako dar a Hodina deťom. Ve svém volném čase rád sportuje, hlavně běhá.

## Účinkování

### Moderátor (výběr)
- 2004–2006 Hitparáda XXL (TV pořad)
- 2005 VyVolení (TV pořad)
- 2006 Hviezdy na ľade (TV pořad)
- 2007 Hudobná horúčka (TV pořad)
- 2008 Webmaster (TV pořad)
- 2010 Adela show (TV pořad)
- 2013 Milujem Slovensko (TV pořad, 4 díly)
- 2016 Dobre vedieť (TV pořad, 2 díly)

### Herec
- 2008 Panelák (TV seriál) – role: ?
- 2008 Kutyil s.r.o. (TV seriál, 17 dílů) – role: sám sebe
- 2011 Zita na krku (TV seriál) – role: ?
- 2015 Svět podle Evelyn (TV seriál, díl: „Ako uloviť boháča“) – role: ?
- 2019 Moje povstanie 2 (TV film) – role: hlasatel
- 2020 Mlčanie (krátkometrážní film) – role: farář